# (5587) 1990 SB
(5587) 1990 SB est un astéroïde Amor et aréocroiseur. Il fut découvert par Henry E. Holt à l'observatoire Palomar le 16 septembre 1990.